# Лерэ, Мари-Пьер
Мари́-Пьер Лерэ́ (фр. Marie-Pierre Leray; род. 17 февраля 1975 года, Вилькрен, Франция) — французская фигуристка. В разные периоды выступала как в парном, так и в женском одиночном фигурном катании.

## Карьера
В паре с Фредериком Липка Мари-Пьер — чемпионка Франции 1993 года; при этом она выступала на этом турнире ещё и в одиночном катании, выиграв серебряную медаль. Однако Липка настаивал, чтобы Лерэ закончила выступления в одиночном катании и полностью посвятила себя парному. Мари-Пьер отказалась это сделать, в результате чего пара прекратила своё существование.
В одиночном катании Мари-Пьер трижды становилась вице-чемпионкой Франции и один раз — бронзовой призёркой. Несколько раз она представляла Францию на чемпионатах мира и Европы, а также на Олимпийских играх 1994 года.
На заключительном этапе своей карьеры Лерэ встала в пару с Николя Оссланом. С ним она в 2002 году завоевала «серебро» в национальном чемпионате.

## Спортивные результаты

### Одиночное катание
| Соревнования                 | 1990–91 | 1991–92 | 1992–93 | 1993–94 | 1994–95 | 1995–96 | 1997–98 |
| ---------------------------- | ------- | ------- | ------- | ------- | ------- | ------- | ------- |
| Зимние Олимпийские игры      |         |         |         | 14      |         |         |         |
| Чемпионаты мира              |         |         | 11      | 7       | 8       |         | 17      |
| Чемпионаты Европы            |         | 7       | 9       | 12      | WD      |         |         |
| Bofrost Cup on Ice           | 6       |         |         |         |         |         |         |
| Trophée Eric Bompard         |         |         |         |         | 4       | 9       |         |
| Чемпионат мира среди юниоров |         | 13      | 4       |         |         |         |         |
| Чемпионаты Франции           |         | 3       | 2       | 2       | 2       |         | 4       |

WD — фигуристка снялась с соревнований.

### Парное катание
С Фредериком Липка
| Соревнование       | 1992–93 |
| ------------------ | ------- |
| Чемпионаты Франции | 1       |

С Николя Оссланом
| Соревнования          | 2000–01 | 2001–02 |
| --------------------- | ------- | ------- |
| Чемпионат Европы      |         | 9       |
| Sparkassen Cup        |         | 9       |
| Trophée Lalique       |         | 7       |
| Золотой конёк Загреба | 3       |         |
| Зимняя Универсиада    | 4       |         |
| Чемпионаты Франции    | 3       | 2       |